# Jamnik (gmina Vrhnika)
Jamnik – wieś w Słowenii, w gminie Vrhnika. W 2018 roku liczyła 29 mieszkańców.